# عباس حسین‌اف
عباس حسین‌اف (ترکی آذربایجانی: Abbas Hüseynov؛ زادهٔ ۱۳ ژوئن ۱۹۹۵) بازیکن فوتبال اهل جمهوری آذربایجان است. از باشگاه‌هایی که در آن بازی کرده‌است می‌توان به قره‌باغ و شماخی اشاره کرد. وی همچنین در تیم‌های ملی فوتبال زیر ۲۱ سال و جمهوری آذربایجان به‌عنوان مدافع بازی کرده‌است.